# Kuwait Water Towers

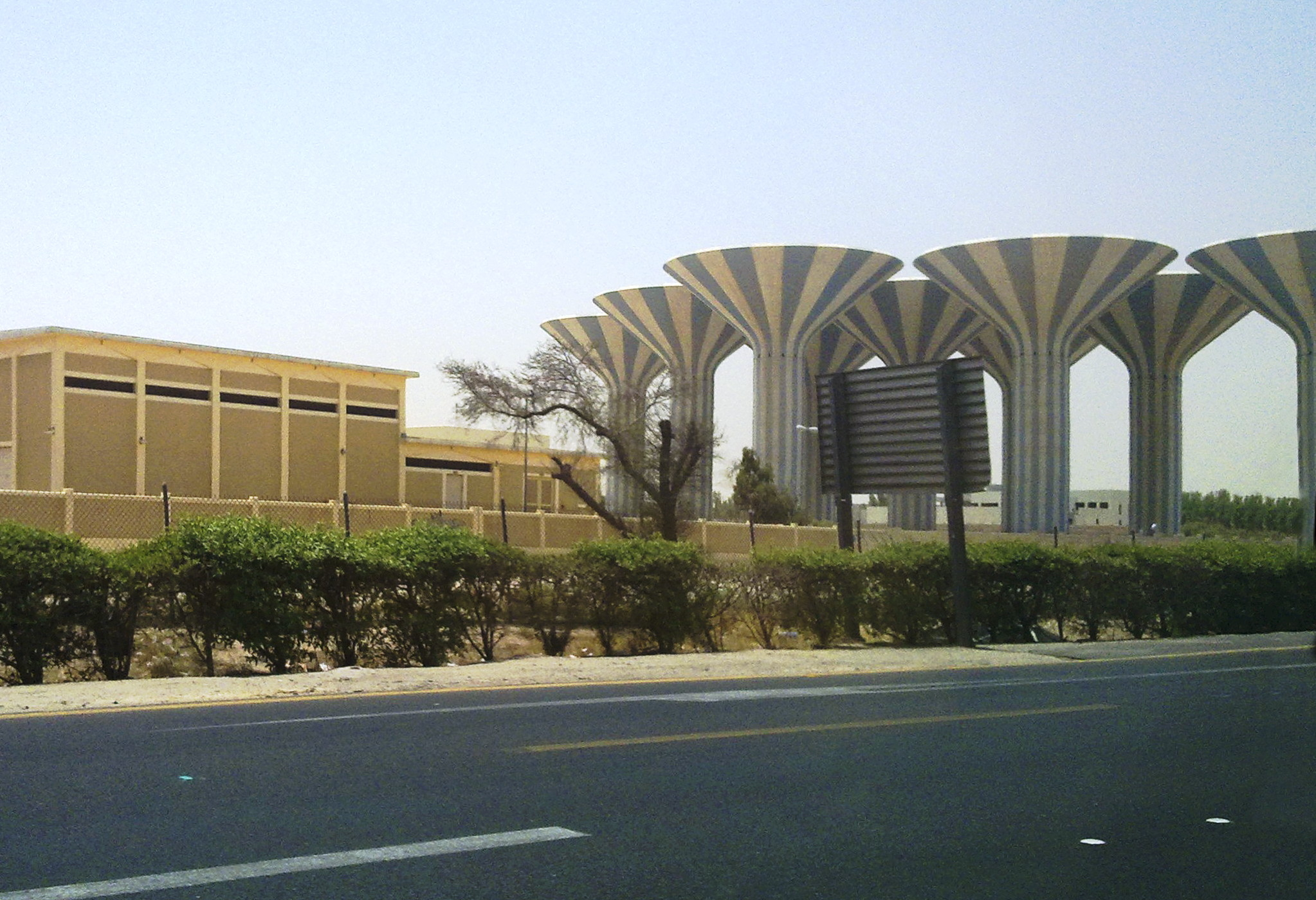
Neun der 31 Kuwait Water Towers

Das lose Ensemble Kuwait Water Towers (arabisch أبراج المياه في الكويت, DMG Abrāǧ al-Miyāh fī l-Kuwait) ist ein Verbund von insgesamt 31 Wassertürmen, die über das gesamte Stadtgebiet von Kuwait City verteilt sind.
Im Jahr 1965 beauftragte die Regierung von Kuwait das schwedische Ingenieurbüro VBB mit der Entwicklung und Umsetzung eines modernen Wasserversorgungssystems für Kuwait City. Das Unternehmen baute fünf Gruppen von Wassertürmen, insgesamt wurden 31 errichtet, die vom Chefarchitekten Sune Lindström entworfen wurden. Der Entwurf basiert auf den Wasserturm Svampen (der Pilz), der in Örebro von 1954 bis 58 erbaut wurde. Da sie äußerlich dem Fruchtkörper des Pilzes erinnern, erhielten sie die Bezeichnung „Pilztürme“ (mushroom towers). Sie wurden von VBB aus Stahlbeton gebaut. Jeder Turm fasst 3.000 Kubikmeter Trinkwasser. Die Turmgruppen unterscheiden sich durch Anzahl, Höhe, Farbe und Verzierung und sind mittlerweile Wahrzeichen für ihre Stadtteile.
Für eine sechste Anlage wünschte sich der damalige Emir von Kuwait, Scheich Dschabir al-Ahmad al-Dschabir as-Sabah, ein spektakuläreres Design. Diese letzte Gruppe, die weltberühmten Kuwait Towers. Sie bestehen aus drei Türmen, von denen zwei als Wassertürme dienen. Das Trinkwasser entstammt einer Meerwasserentsalzungsanlage und wird in den Turm gepumpt.
Die insgesamt 33 Wassertürme haben zusammen ein Fassungsvermögen von 102.000 Kubikmeter Wasser. Die „Water Towers“ – also die Kuwait Towers und die 31 Kuwait-Wassertürme – wurden im Jahr 1980 mit dem renommierten Aga Khan Award for Architecture ausgezeichnet.